# Apocheiridium leopoldi
Apocheiridium leopoldi es una especie de arácnido del orden Pseudoscorpionida de la familia Cheiridiidae.

## Distribución geográfica
Se encuentra en Chile.